# Єлизавета Сицилійська (1310–1349)
Єлизавета Сицилійська (1310 — 1349) — Сицилійська принцеса, герцогиня Баварії. Донька короля Сицилії Фредеріка II та Елеанори Анжуйської. 
І по батьківській, і по материнській лінії була нащадком Великих князів Київських.

## Біографія
Народилась в родині короля Сицилії Фредеріка ІІ. 
27 червня 1328 р. Єлизавета одружилась зі Стефаном II, герцогом Баварії, сином імператора Священної Римської імперії Людовика IV та його дружини Беатрис Сілезької. 
У подружжя було троє синів і одна донька. Нащадками Єлизавети були королі Франції та Англії.
Померла 1349 р. Пізніше її чоловік одружився вдруге з Маргаритою, донькою Йогана II Гогенцоллерна. Дітей в них не було. 

## Родина
Чоловік — Стефан II, герцог Баварський
Діти: 
- Стефан ІІІ (1337—1413)
- Йоган ІІ (1339—1393)
- Фридріх (1341—1397)
- Агнес, дружина короля Кіпру Джеймса І.

## Генеалогія
Єлизавета Сицилійська веде свій родовід, в тому числі, й від Великих князів Київських.